# Glenburnie-Birchy Head-Shoal Brook
Glenburnie-Birchy Head-Shoal Brook es un pueblo canadiense situado en la provincia de Terranova y Labrador.

## Superficie
Glenburnie-Birchy Head-Shoal Brook tiene una superficie de 6,52 km².

## Demografía
En 2021, tenía 241 habitantes, una densidad poblacional de 36,9 hab./km², y 182 viviendas.